# Conocorbina
Conocorbina es un género de foraminífero bentónico considerado un sinónimo posterior de Conocorbina de la familia Conorbinidae, de la superfamilia Discorboidea, del suborden Rotaliina y del orden Rotaliida. Su especie tipo es Conocorbina multicamerata. Su rango cronoestratigráfico abarca desde el Cretácico inferior.

## Clasificación
Conocorbina incluía a la siguiente especie:
- Conocorbina multicamerata †, aceptado como Conorbina multiperforata